# Bulbophyllum aechmophorum
Bulbophyllum aechmophorum är en orkidéart som beskrevs av Jaap J. Vermeulen. Bulbophyllum aechmophorum ingår i släktet Bulbophyllum och familjen orkidéer. Inga underarter finns listade i Catalogue of Life.